# Antonio Díaz Soto y Gama
Antonio María Ildefonso Díaz-Soto Gama (San Luis Potosí, 1880-Ciudad de México, 1967) fue un abogado y político mexicano que participó en la Revolución mexicana de 1910 al lado de Ricardo Flores Magón y de Emiliano Zapata.

## Biografía
Nació en San Luis Potosí el 23 de enero de 1880, siendo el segundo hijo de Conrado Díaz Soto y de Concepción Gama y Cruz.
Estudió la primaria en el Instituto de la Inmaculada Concepción, posteriormente ingresó a la escuela preparatoria del Instituto Científico y Literario de San Luis Potosí, donde cursó también sus estudios profesionales.
Desde niño escribía y recitaba discursos políticos, muchos de ellos en contra de Porfirio Díaz y su gobierno, ya que en su casa escuchaba frecuentemente discusiones políticas sostenidas por su padre y amistades.
El 18 de julio de 1899, aniversario de la muerte de Benito Juárez, organizó una manifestación pública. Invitado por Camilo Arriaga fundó el Club Liberal Ponciano Arriaga, del que fue vicepresidente en 1900. A fines de ese año terminó sus estudios de derecho, y el 13 de marzo de 1901 presentó su examen profesional. En el mismo año pasó un año en la cárcel, acusado de haber hecho circular volantes en los que sancionaba las acciones de los funcionarios de San Luis Potosí. 
Organizó el Primer Congreso Liberal en la ciudad de San Luis Potosí. En mayo de ese año, como secretario del Club Liberal Ponciano Arriaga firmó un manifiesto con Camilo Arriaga, como presidente, en el que atacaban a la dictadura dominante, la prensa semioficial y al personalista, antidemocrático y mal llamado Partido Científico.
Pedían que se formara un partido verdaderamente nacional que amén de no encadenar su conciencia al bando de los traidores, analizara los actos del actual gobierno, rodeado de individuos maniquíes, y que un hombre liberal, talentoso y progresista reemplazara a Díaz.
El 18 de julio del mismo año representó al Club Liberal Ponciano Arriaga en Zacatecas, donde pronunció un discurso en honor de Benito Juárez. En la misma época (1901) fue presidente del Comité Liberal de Estudiantes de San Luis Potosí. Quiso defender a José María Facha al ser juzgado por referirse en sus artículos a figuras políticas de la ciudad, pero el juez lo consideró tan culpable como al acusado y fue sacado de la sala por la fuerza; al día siguiente lo aprehendieron. Escribió una protesta que hizo circular por toda la ciudad; fue sentenciado y más tarde obtuvo su libertad gracias a las gestiones que hicieron sus amigos. 
Atacó a la dictadura de Porfirio Díaz en el periódico Regeneración que dirigía Ricardo Flores Magón, por lo que fue condenado a cuatro meses de cárcel acusado de insultos al Presidente de la República y al Ministro de Guerra en sus deberes; además lo inculparon de ataque a las autoridades legales en San Luis Potosí, por lo que estuvo en prisión hasta principios de 1902.
El 5 de febrero de 1903 fue nombrado vicepresidente del Club Liberal Ponciano Arriaga, cuando este se organizó en la Ciudad de México. En el mismo año huyó a los Estados Unidos para evitar ser arrestado a raíz de la demostración de apoyo a Francisco E. Reyes, que organizaron los liberales en Monterrey, Nuevo León.
Trabajó con un grupo de liberales que estaban exiliados en los Estados Unidos. Cuatro meses después regresó a México. En 1906 se publicó la plataforma del Partido Liberal Mexicano que él aceptó como propia y se afilió a dicho organismo. Ayudó a Madero ampliamente, esperando en vano que hiciera algo por el problema agrario, ya que este era su gran preocupación. Tuvo mucha influencia y amistad con Emiliano Zapata. 
En 1911 publicó un manifiesto en San Luis Potosí, en el que culpaba a las familias aristocráticas del estado por la corrupción y avaricia que impedían que la capital estatal se convirtiera "en el Chicago de México". Con esto quería atraer la atención de los hombres de negocios e industriales cuyo apoyo buscaba para establecer una amplia coalición entre la clases altas, media y baja. Para la clase trabajadora pedía libertad de organización, salarios más altos, reducción de horas de trabajo, indemnizaciones por accidentes y otros beneficios. 
En cuanto al problema agrario prometía dedicar especial atención al reparto de tierras y a la subsistencia de los campesinos. También prometía devolver a los indígenas los terrenos y aguas de que hubieran sido despojados.
El 7 de junio de ese año publicó otro manifiesto en el que proponía a Camilo Arriaga como candidato a la gubernatura del estado. Arriaga rechazó esta propuesta y le pidió que mejor la aceptara por él. En julio de 1911, participó en la junta iniciadora de reorganización del Partido Liberal en la Ciudad de México. 
En 1912 ayudó a fundar la Casa del Obrero Mundial en Monterrey. Colaboró con Juan Sarabia en la redacción de un proyecto de ley agraria, presentada en la Cámara de Diputados el 12 de octubre de ese año, que contemplaba la expropiación de tierras y aguas.
En 1913 se unió al Ejército Libertador del Sur comandado por Emiliano Zapata, luego de haber participado en una manifestación en contra del dictador Victoriano Huerta en la Alameda junto con Serapio Rendón, quien después sería asesinado por órdenes directas del general Aureliano Blanquet. En 1914, a raíz del derrocamiento de Huerta, se incorporó a la Convención de Aguascalientes como delegado del zapatismo. Bajo este cargo protagonizó el llamado "incidente de La Bandera". El discurso que allí presentó, influyó para que dicha convención adoptara los postulados del Plan de Ayala, por lo cual se le considera partícipe relevante del movimiento zapatista. En 1917 estuvo presente durante la ejecución del general Otilio Montaño, compadre de Zapata y redactor del Plan de Ayala que supuestamente intentó  desertar. Permaneció fiel a Zapata hasta su asesinato en 1919.
Fue  fundador (1920) y dirigente del Partido Nacional Agrarista, que propugnaba la redistribución de las tierras a los campesinos. Fue elegido consecutivamente como diputado federal durante cuatro periodos, entre 1920 y 1928, hasta que fue expulsado de ese partido y desaforado de su curul por su oposición al presidente Plutarco Elías Calles en 1930. Posteriormente trabajó como abogado consultor en el Ministerio de Agricultura, se desempeñó como periodista en El Universal e impartió desde 1937 cátedras de "Historia de México" y "Derecho agrario" en la Escuela Nacional de Jurisprudencia de la Universidad Nacional Autónoma de México. Fue opositor de Calles y después del gobierno de Lázaro Cárdenas; su negativa a condenar la rebelión de Saturnino Cedillo le llevó a renunciar a su trabajo en el gobierno. Apoyó la frustrada campaña presidencial de Juan Andreu Almazán. En los años cincuenta y sesenta, en sus artículos periodísticos, se mostró como católico, anticomunista y crítico del rumbo de la reforma agraria.
Redactó en 1941 una Historia del agrarismo en México que permaneció inédita hasta fechas recientes, y asimismo otra obra, La Revolución Agraria del Sur y Emiliano Zapata, su caudillo (1960).
El 18 de agosto de 1960, ingresó como Académico de número a la Academia Mexicana de Derecho Internacional.
En 1958 recibió la Medalla Belisario Domínguez del Senado de la República.
Vivió modestamente con su esposa, Enriqueta Ugalde Nieto y sus doce hijos. Falleció el 14 de marzo de 1967 y fue sepultado en el Panteón Español.

## Obra
- Antonio Díaz Soto y Gama, La Revolución Agraria del Sur y Emiliano Zapata, su caudillo (1ª ed. 1960), México, Instituto Nacional de Estudios Históricos de la Revolución Mexicana, 1987, 293 p. ISBN 978-9688053720
- Antonio Díaz Soto y Gama, Historia del agrarismo en México, ed. y rescate Pedro Castro, México, Era - Universidad Autónoma Metropolitana, 2001. ISBN 968-4115431